# 小戸
小戸（おど）は、福岡県福岡市西区の町名。現行の行政地名は、小戸一丁目から五丁目まで。面積は1,628,240平方メートル (162.82 ha)。2022年12月末現在の人口は8,546人。郵便番号は819-0001。

## 地理
福岡市の「都心部」の中心とされる中央区天神等の西側約7.5キロメートル、西区の東部小戸 - Google マップに位置する。東側を名柄川、西側を十郎川が北流し、北及び北西は今津湾に面する。東で名柄川を介して愛宕浜及び姪の浜と、南で内浜及び下山門と、南西で十郎川を介して下山門と、西で生の松原と隣接する。明治通り沿いの三丁目、四丁目と名柄川沿いの一丁目の土地利用は主に住宅街。二丁目の北部と三丁目の西部は「臨海土地整備事業小戸地区」の指定に基づく博多湾の埋立により造成され、二丁目の今津湾側に「福岡市ヨットハーバー」（通称・小戸ヨットハーバー）、これを取巻くように松の木が広がる小戸公園、名柄川の河口に面して「西福岡マリーナ・マリノア」がある。また小戸公園の北西部は妙見岬へ通じている。また臨海部のヨットハーバー及びマリーナと対岸の「姪浜船だまり」（愛宕浜の漁業基地）とを合わせて、小型船舶を係留するエリアとなっている。南部を明治通り（旧国道202号線）が東西にはしる。旧 唐津街道に沿って町内を筑肥線が通るが、駅は無い。ホームセンターコーナン(めいのはま店)附近には、かつて80年代ブームとなった巨大迷路やドライブインシアターがあった。

### 河川
小戸には次の河川が横断している。
- 名柄川（小戸の東端、二級河川、写真1、写真2、写真3）
- 十郎川（小戸の西端、二級河川、写真1、写真2、写真3）

### 都市計画
都市計画に関しては、「福岡市都市計画マスタープラン」において定められた方針については次のとおりである。交通ネットワークとして都市の骨格となる明治通りの沿道や幹線道路であるマリナ通りの沿道は、商業、業務、サービス施設や中高層住宅などが連続した「都市軸」や「沿道軸」に位置付けられている。「マリノアシティ福岡」、「小戸公園」等を含む臨海部は、市民が海とふれあい、楽しめる「都市型ウォーターフロントゾーン」に位置付けられ、マリーナと一体となった拠点づくりなどがまちづくりの視点とされている。名柄川や十郎川の河川沿いは、散策・憩いの場となるとともに、緑と広がりのある景観が連続したゆとりと潤いのある水辺空間として「河川緑地軸」に位置付けられている。利便性の高い「地域拠点」に位置づけられる姪浜地区に近接し、南側のJR筑肥線の両側に広がるゾーン（小戸四丁目等）及びマリナ通りと姪の浜2号線とに挟まれたゾーンは、戸建住宅などの低層住宅が大部分を占めるが、一部中高層住宅などが立地する「低中層住宅ゾーン」に位置付けられ、東側の姪の浜等と同様に、低層住宅と中層住宅の調和、狭隘道路の改善などがまちづくりの視点とされている。明治通りと姪の浜2号線とに挟まれたゾーン（小戸三丁目等）は、戸建住宅などの低層住宅を主とする「低層住宅ゾーン」に位置付けられ、老朽化した住宅などの課題への対応や狭隘道路の改善などがまちづくりの視点とされている。また、マリナ通りの北側で博多湾（博多港）に面するゾーンは大規模施設が立地するゾーンとされている。用途地域については次のとおりである。明治通りの北側道路境界線及び南側道路境界線（ただし、名柄川から約75メートルまで）から概ね50メートルの範囲、マリナ通りの両側道路境界線（ただし、北側の大規模施設が立地するゾーン及び小戸四丁目の東側のゾーンを除く）から概ね50メートルの範囲は第二種住居地域に、マリナ通りの北側で「小戸公園」を除く範囲、小戸三丁目24番及び25番、小戸四丁目の北西部分の範囲は準工業地域に、これら以外の範囲は第一種住居地域に指定されている。都市計画法及び港湾法に基づく臨港地区については、小戸二丁目11番（西福岡マリーナ）及び小戸三丁目58番の北側（小戸ヨットハーバー）が指定されており、その分区はマリーナ港区である。風致地区については、小戸公園の範囲が指定されている。建築協定については、小戸三丁目の一部で区域が定められ、共同住宅の規模等に関する協定が締結されている。

## 語源
波食で崩落してできた狭間を指す小門（おと）が地名の由来で、小戸神社が鎮座する丘陵と御膳立（ごぜんだち）の丘陵に挟まれた地を呼称する。「福岡市文化財地図」によると、両丘陵上には古墳が7基確認されている。

## 人口
小戸一丁目から五丁目までを合わせた人口の推移を福岡市の住民基本台帳（公称町別）に基づき示す（単位：人）。集計時点は各年9月末現在である。
- 2001年（平成13年）：8,027
- 2002年（平成14年）：8,084
- 2003年（平成15年）：8,066
- 2004年（平成16年）：7,945
- 2005年（平成17年）：7,788
- 2006年（平成18年）：7,840
- 2007年（平成19年）：7,761
- 2008年（平成20年）：7,680
- 2009年（平成21年）：7,735
- 2010年（平成22年）：7,746
- 2011年（平成23年）：7,836
- 2012年（平成24年）：7,932
- 2013年（平成25年）：7,926
- 2014年（平成26年）：8,080
- 2015年（平成27年）：8,087
- 2016年（平成28年）：8,237
- 2017年（平成29年）：8,184
- 2018年（平成30年）：8,252
- 2019年（令和元年）：8,504
- 2020年（令和2年）：8,698
- 2021年（令和3年）：8,620
- 2022年（令和4年）：8,562

## 交通

### 道路
主な幹線道路は次の通り。
- 明治通り
- マリナ通り（豊浜小戸線、写真1、写真2、写真3、写真4）
- 下山門通り（都地姪浜線、写真）
- 姪の浜野方線
- 姪の浜線
- 姪の浜1号線
- 姪の浜2号線
- 小戸3373号線（写真1、写真2、写真3、写真4）

### 鉄道
鉄道については、JRの筑肥線が通っているが、駅は町外にあり、最寄りの駅は次のとおりである。
- 下山門駅
- 姪浜駅（福岡市交通局が運営する福岡市地下鉄空港線の駅でもある。）

## 教育
小戸地域に小中学校はない。
- 小学校児童は、小戸一丁目〜二丁目在住の場合は姪北小学校へ、小戸三丁目〜五丁目在住の場合は内浜小学校へ通学する。
- 中学校生徒は、小戸一丁目〜二丁目在住の場合は姪浜中学校へ、小戸三丁目〜五丁目在住の場合は内浜中学校へ通学する。

## 主な施設

### 公共・公益施設
- 内浜公民館[注釈 8]
- 福岡小戸郵便局[注釈 9]
- 西部水処理センター[注釈 10]
- 姪の浜ポンプ場[注釈 11]
- 福岡市神功町ポンプ場（じんこうちょうポンプじょう）[注釈 12]
- 測量標（四等三角点、写真1、写真2）[注釈 13]

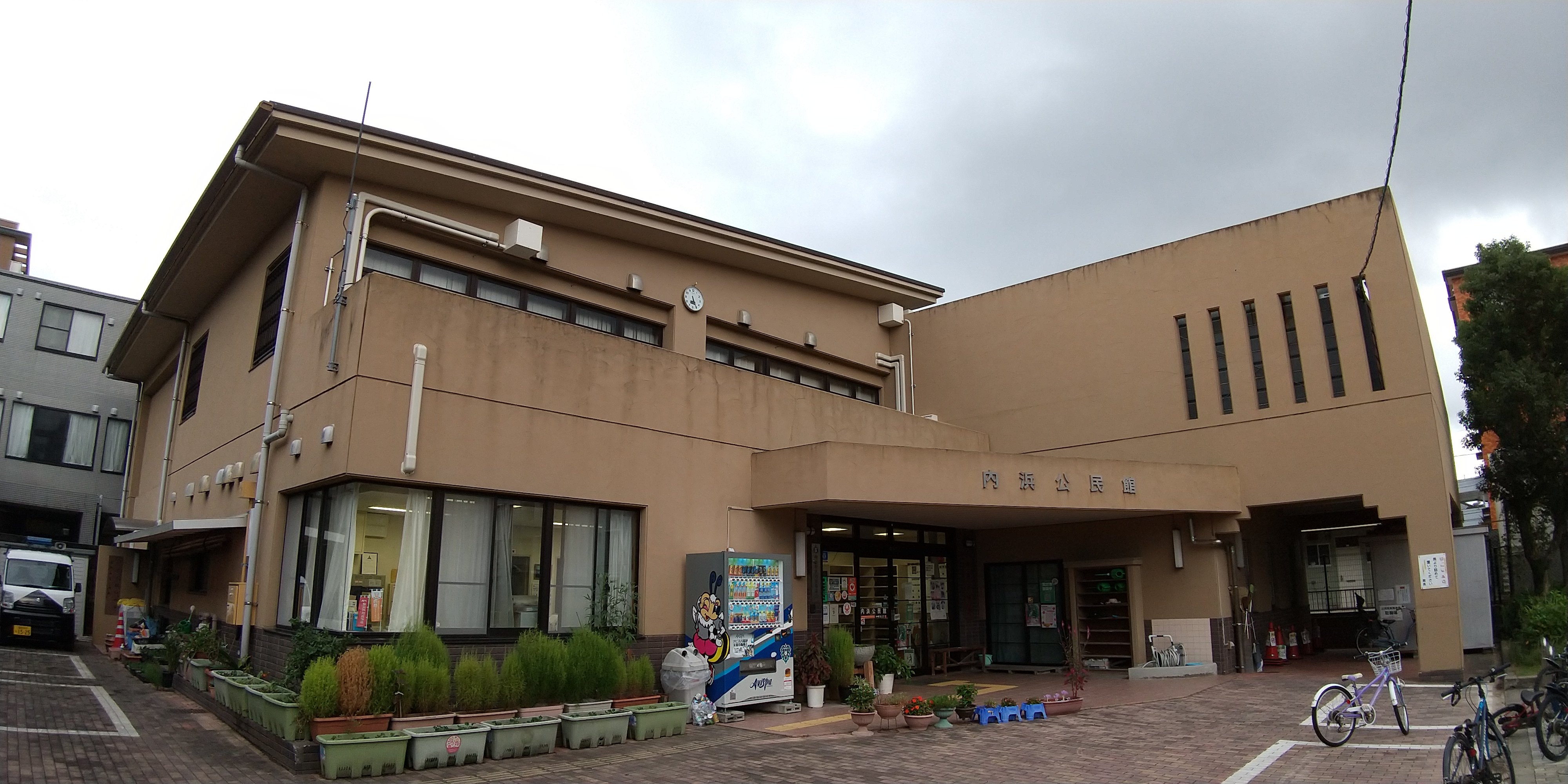
内浜公民館
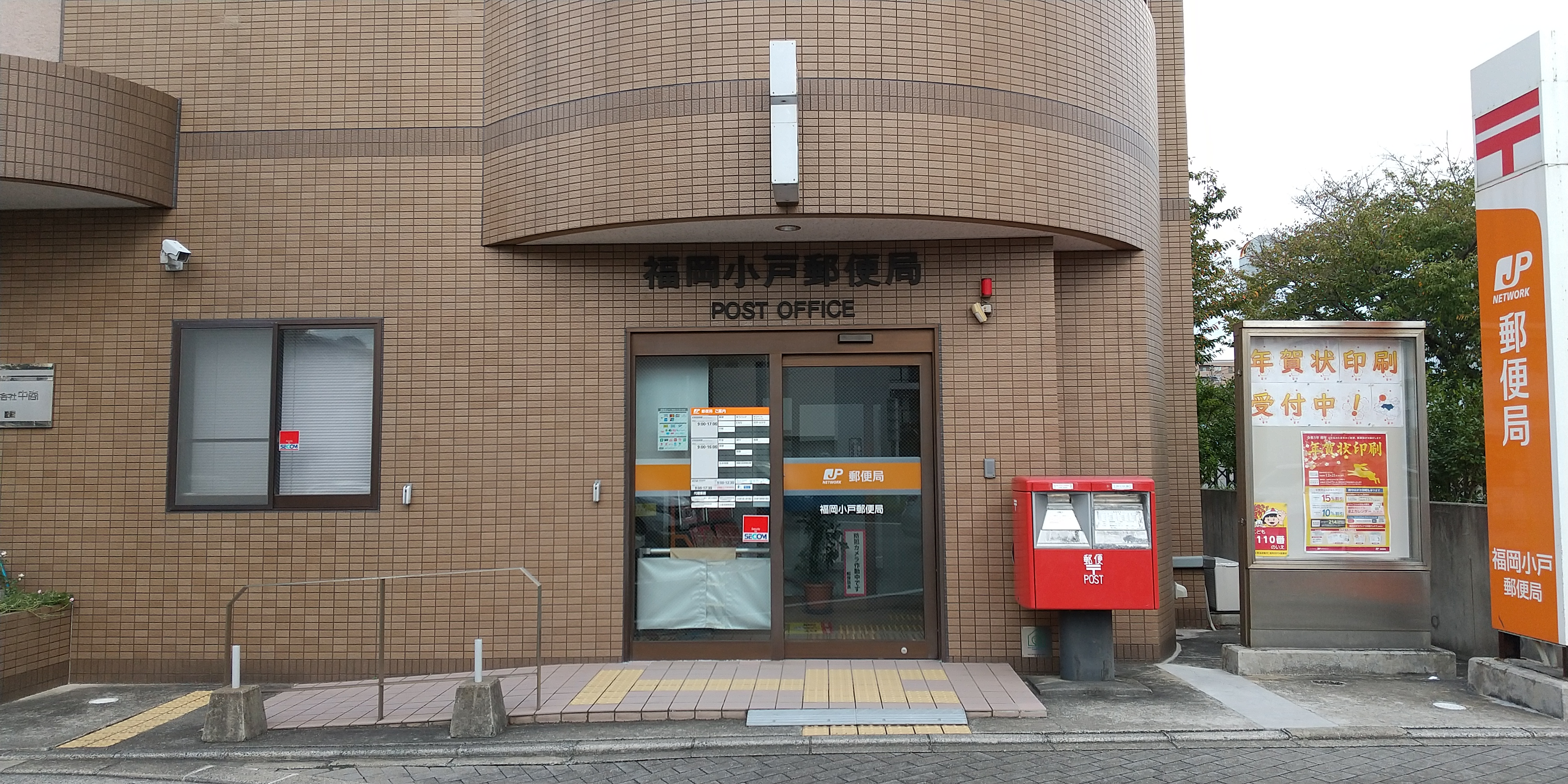
福岡小戸郵便局
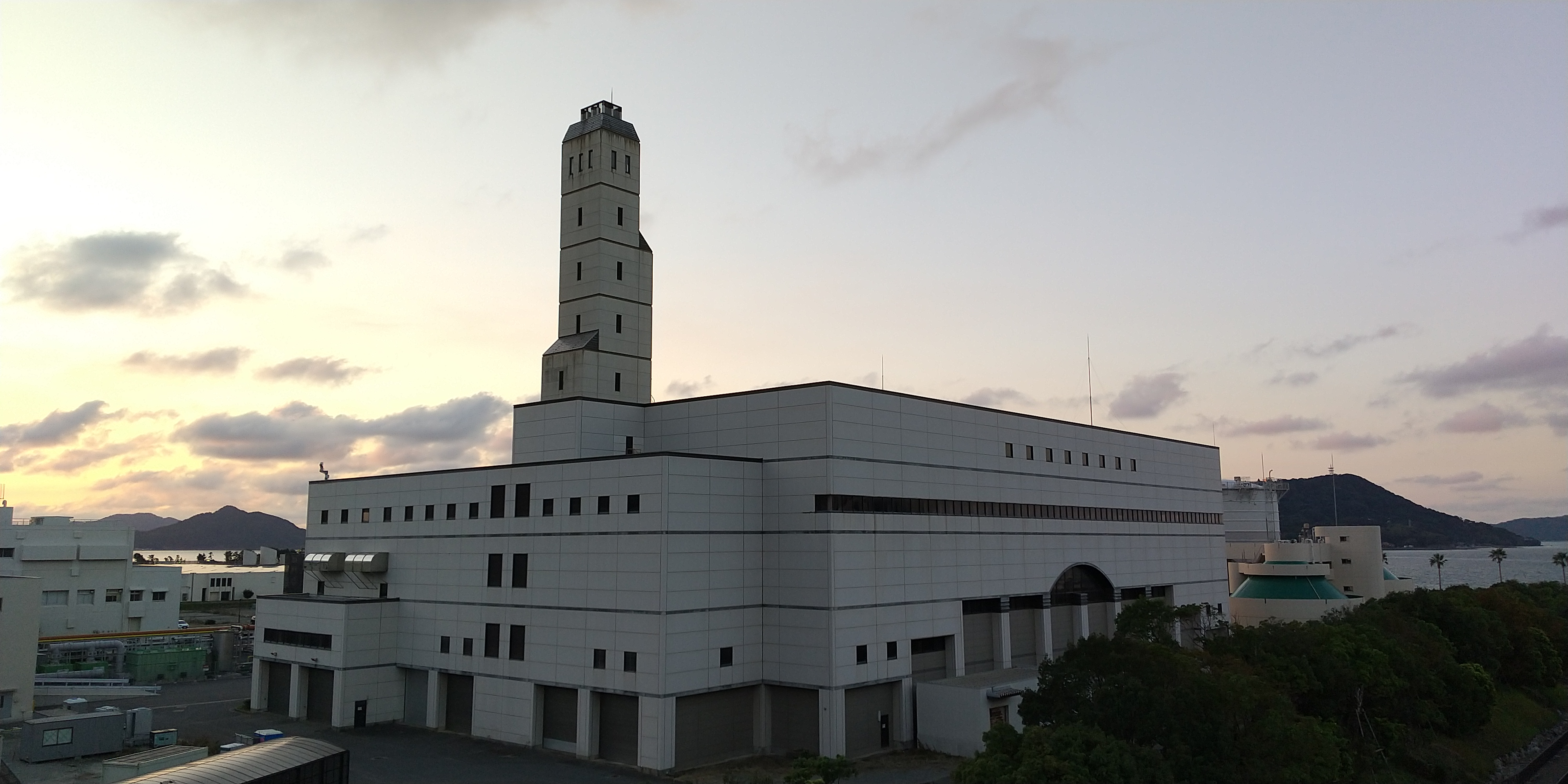
福岡市西部水処理センター
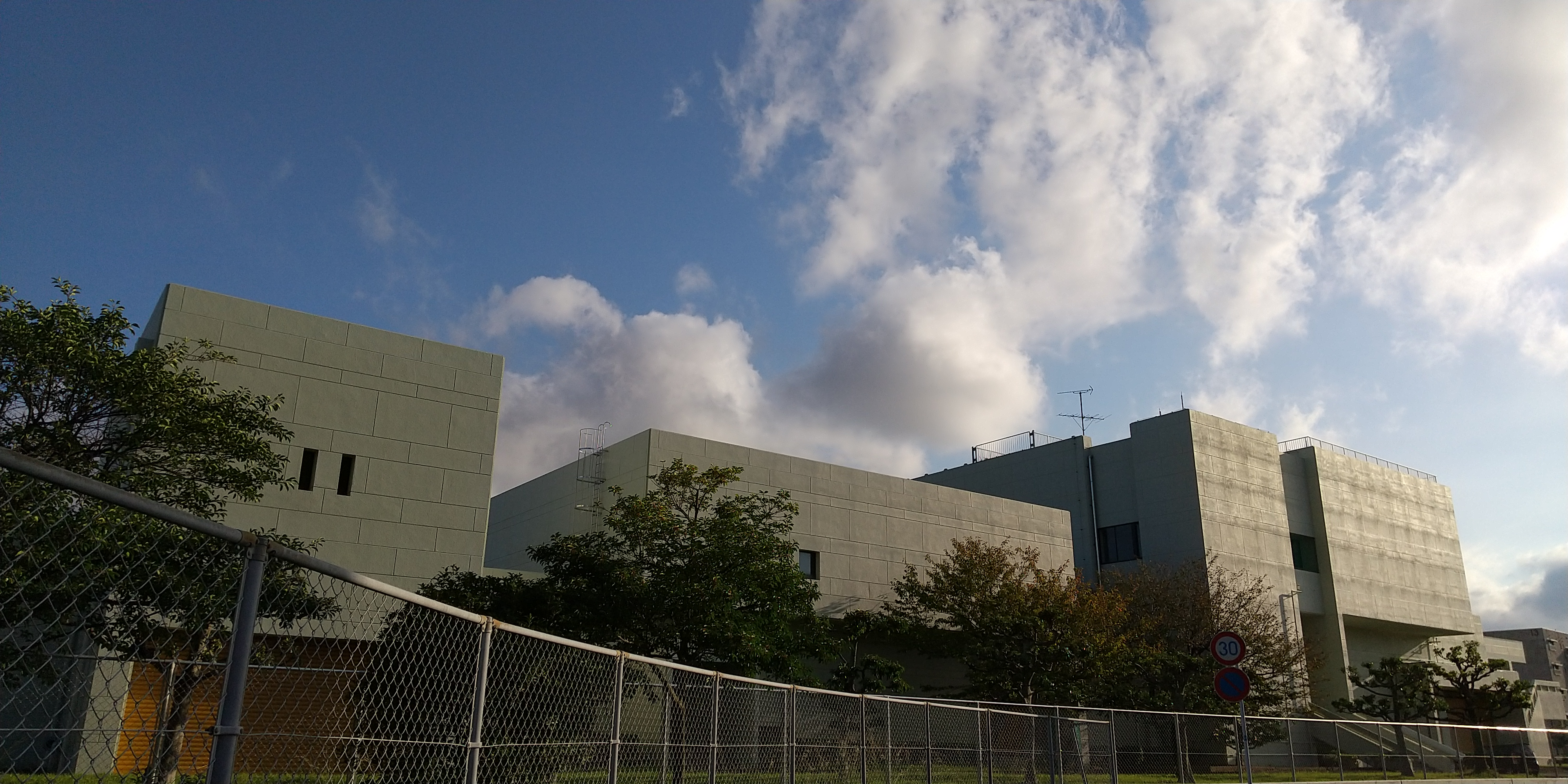
姪の浜ポンプ場
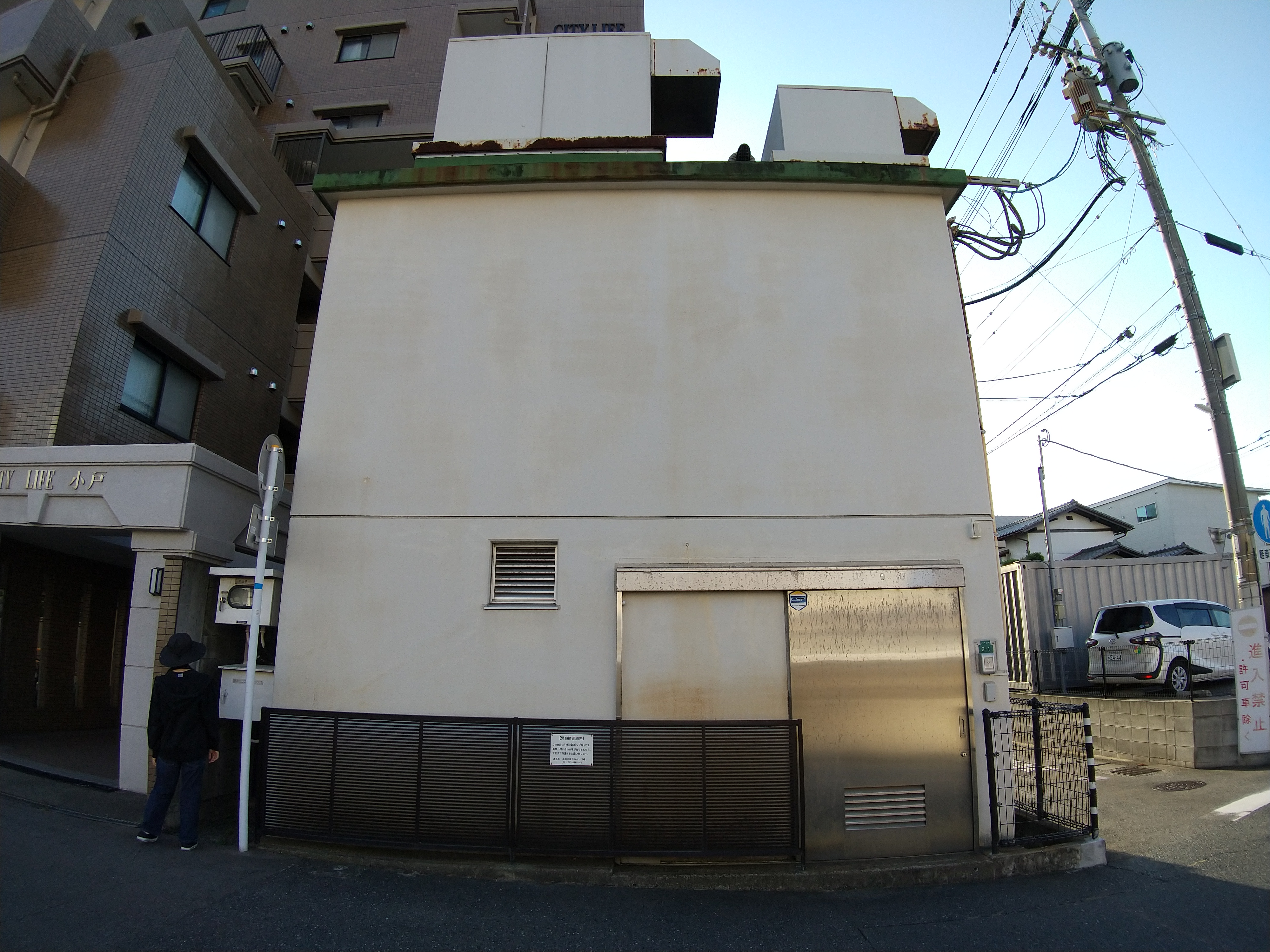
神功町ポンプ場

### 公園・緑地等
小戸の北西側の今津湾に面して17.3ヘクタールの規模を有する小戸公園があり、都市計画法で定める都市公園のうち「都市基幹公園」の「総合公園」に位置付けられている。詳細は次のページを参照のこと。
- 小戸公園

そのほかの公園・緑地等は次の通り。
- 小戸東公園[注釈 15]
- 小戸南公園[注釈 16]
- 名柄公園（ながらこうえん）[注釈 17]
- 小戸天神免公園（おどてんじんめんこうえん）[注釈 18]
- 神功町公園（じんこうちょうこうえん）[注釈 19]
- 神功町西公園（じんこうちょうにしこうえん）[注釈 20]

### その他の施設
- アウトレットモールのマリノアシティ福岡
- 福岡市ヨットハーバー（通称・小戸ヨットハーバー）[注釈 21]
- 西福岡マリーナマリノア[注釈 22]
- ホームセンターコーナン（めいのはま店）
- ノートルダムマリノア（写真）[注釈 23]
- ペペチーノ小戸店（写真）[注釈 24]

## 名所・旧跡
- 小戸台場跡[注釈 25]
- 元寇防塁（脇地区）[注釈 26]
- 元寇防塁（向浜地区、むかいはまちく）[注釈 27]

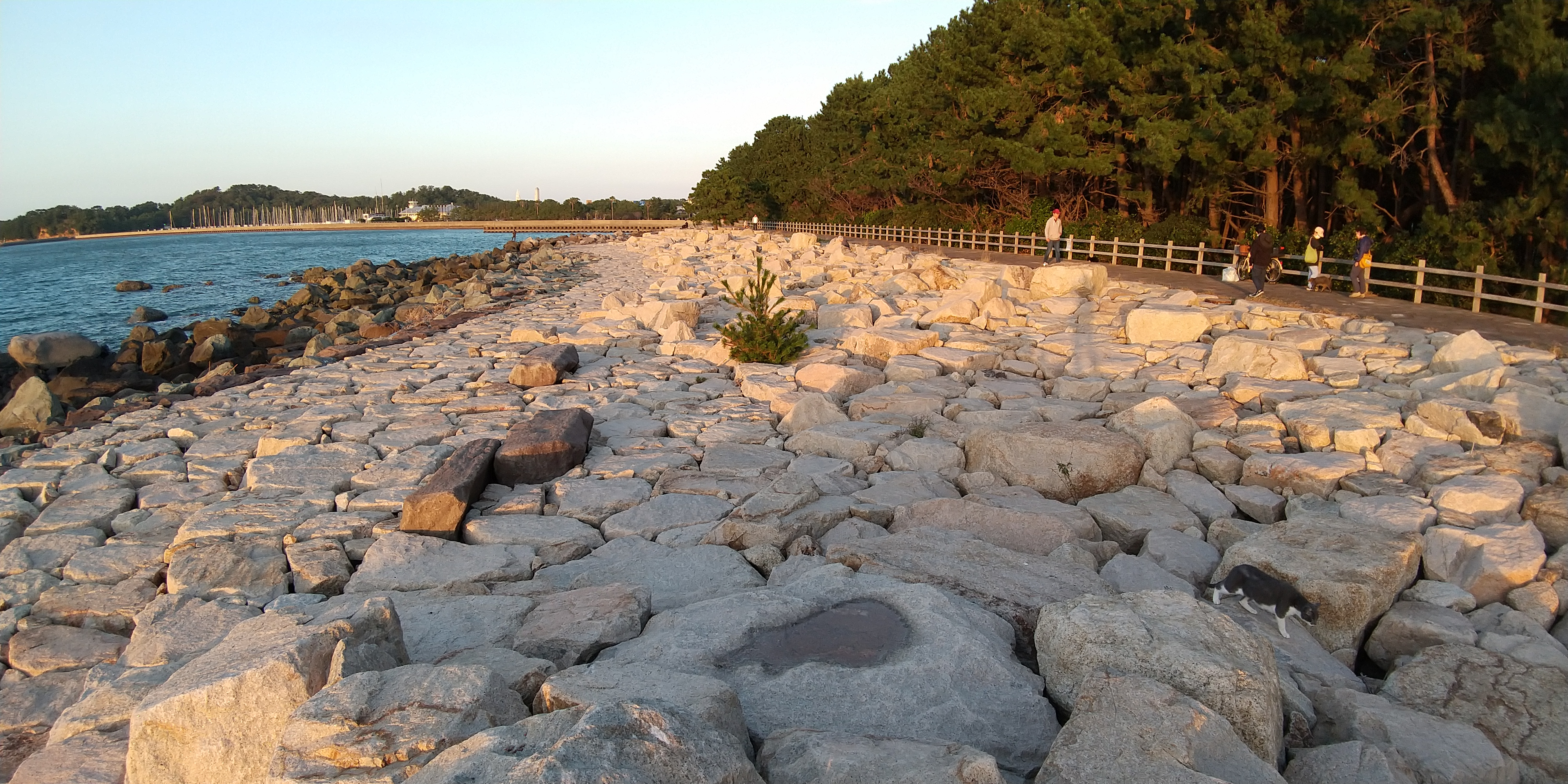
元寇防塁（生の松原地区、いきのまつばらちく）[注釈 28]
- 生の松原海岸の護岸（小戸五丁目の元寇防塁生の松原地区の海岸に整備された修景護岸）[注釈 29]
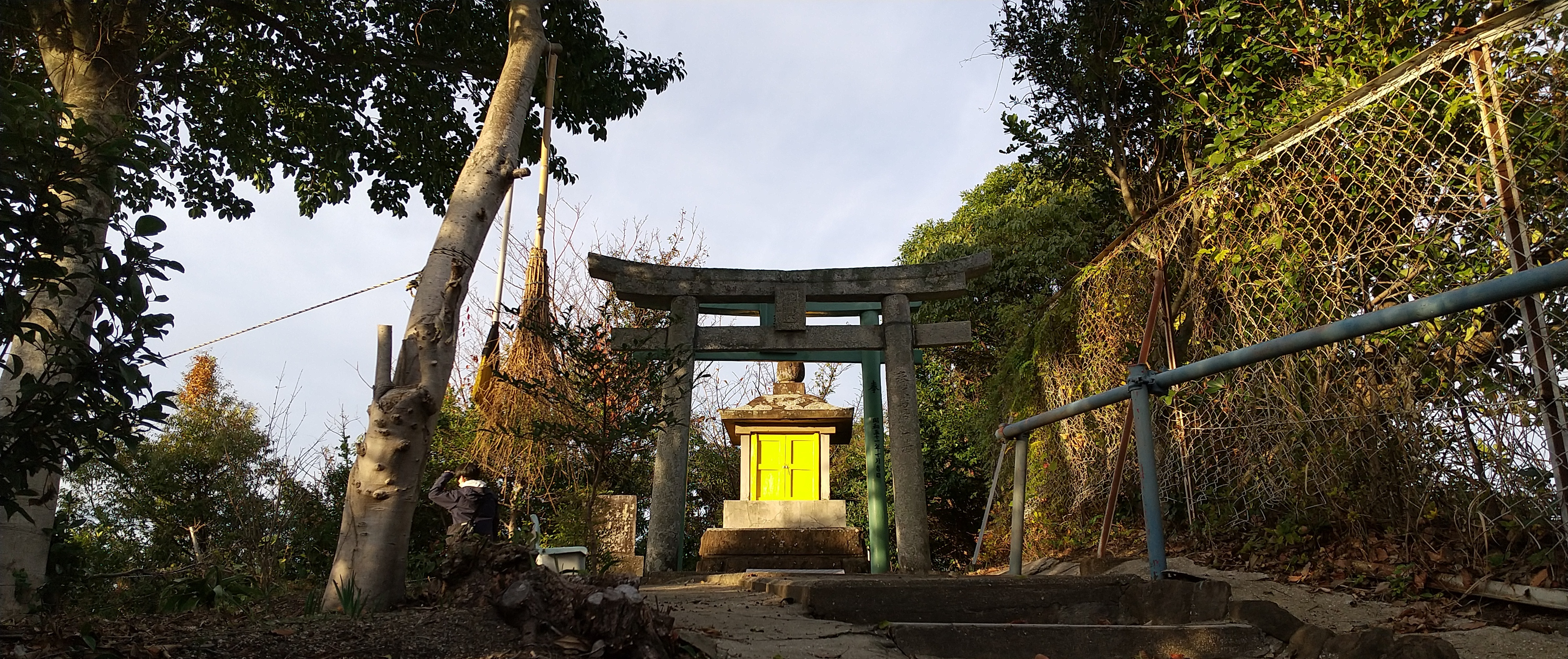
毘沙門堂[注釈 30]
- 小戸大明神宮
- 小戸妙見神社

- 元寇防塁と生の松原
- 毘沙門堂